# Kościół św. Andrzeja Boboli w Londynie
Kościół pod wezwaniem świętego Andrzeja Boboli – polski kościół w zachodnim Londynie w dzielnicy Hammersmith and Fulham. Siedziba Radia Bobola.

## Historia
Budynek neogotycki projektowany przez Edmunda Woodthorpe’a w 1869 roku dla parafii prezbiteriańskiej, pod wezwaniem św. Andrzeja patrona Szkocji został poświęcony w 1870. Z upływem czasu liczba wiernych zmalała i przed 1960 zdecydowano aby przenieść parafię.
Emigracja polska zakupiła kościół w 1961. Kościół poświęcony w 1962,  otrzymał wezwanie św. Andrzeja Boboli w Archidiecezji westminsterskiej.  Chronologicznie był to drugi kościół polskiej społeczności w Londynie.
Służył przede wszystkim byłym Sybirakom, a także żołnierzom Polskich Sił Zbrojnych osiadłym w Londynie i z tego względu zyskał nieformalne miano kościoła garnizonowego. Pierwszym proboszczem z Polskiej Misji Katolickiej był od 1961 do 1979 ks. Kazimierz Sołowiej (1912–1979) a wikariuszem, ks. Kazimierz Krzyżanowski (1906–1988), były jeniec KL Dachau. Drugim proboszczem był od 1979 do 1991 ks. Witold Jarecki, trzecim od 1991 do 2003 ks. Ryszard Juszczak, czwartym od 2003 do 2010 ks. Bronisław Gostomski (zginął w katastrofie polskiego Tu-154 w Smoleńsku 10 kwietnia 2010), piątym został ks. Marek Reczek.
14 grudnia 1986 bp Szczepan Wesoły odprawił mszę św. z okazji jubileuszu 25-lecia kościoła.
Wnętrze zaprojektował Aleksander Klecki i rzeźbiarz Tadeusz Zieliński. Witraże upamiętniają walki oddziałów Polskich Sił Zbrojnych na Zachodzie. Początkowo istniały cztery witraże, a 14 grudnia 1986 poświęcono witraż św. Kazimierza dla uczczenia ks. Kazimierza Sołowieja.
Po prawej stronie od wejścia znajduje się kaplica Matki Boskiej Kozielskiej, zaprojektowana przez Marylę i Marka Jakubowskich. Centralnym punktem kaplicy jest, ukoronowany w 1997 przez papieża Jana Pawła II, oryginalny obraz Matki Boskiej Kozielskiej. 
Kościół jest uważany za zabytek architektury i jest zapisany w rejestrze Hammersmith and Fulham Historic Buildings Group.

## Upamiętnienia
W kościele umieszczono ponad 80 tablic pamiątkowych. Pierwszą polską tablicą społeczności lwowskiej była tablica upamiętniająca Orlęta Lwowskie, ustanowiona 24 listopada 1963 (projektant Stefan Jan Baran). 12 kwietnia 1964 w kościele odsłonięto tablicę upamiętniającą gen. Waleriana Czumę. W kościele zostały ustanowione tablice upamiętniające żołnierzy 14 Pułku Ułanów Jazłowieckich (uhonorowani gen. bryg. Konstanty Plisowski i płk Edward Godlewski), 10 Pułku Strzelców Konnych, 1 Pułku Ułanów Krechowieckich, 68 Pułku Piechoty, 69 Pułku Piechoty, 70 Pułku Piechoty, 17 Wielkopolskiej Dywizji Piechoty, 17 Pułku Artylerii Lekkiej, 22 Pułku Piechoty, 29 Pułku Strzelców Kaniowskich, 1 Dywizji Grenadierów, 2 Dywizji Strzelców Pieszych, 16 Lwowskiego Batalionu Strzelców, 7 Pułku Artylerii Przeciwpancernej, 8 Batalionu Strzelców Brabanckich, 9 Batalionu Strzelców Flandryjskich, 5 Kresowej Dywizji Piechoty, Pułku Ułanów Karpackich. Podczas Jubileuszowego Zjazdu Kadetów 29 maja 1983 w kościele została odsłonięta tablica upamiętniająca trzy korpusy kadeckie II Rzeczypospolitej: Nr 1, Nr 2, Nr 3. W 1984 wmurowano tablicę honorującą prezydenta RP na uchodźstwie, Stanisława Ostrowskiego (była to 36 z kolei tablica w kościele). Według stanu z początku 1987 w kościele istniało już 42 tablice. 15 sierpnia 1990 w Kościele odsłonięto także tablicę ku czci gen. Tadeusza Jordan Rozwadowskiego.
23 kwietnia 1978 w mury kościoła została wmurowana ziemia pochodząca z grobów katyńskich, która trafiła do Londynu za pośrednictwem rtm. Zygmunta Godynia.

## Kolumbarium
Na terenie przykościelnym znajduje się kolumbarium, gdzie złożone są prochy ponad 1300 zmarłych. Inicjatorką stworzenia krypt (po lewej stronie kościoła od głównego wejścia do świątyni) była Maria Leśniakowa.